# Покрајина Тарагона
Покрајина Тарагона (кат. Província de Tarragona) је шпанска покрајина која се налази на крајњем северистоку земље и део је аутономне заједнице Каталоније. Главни град је истоимена Тарагона.
Дата покрајина се простире на 6.303 km² и има око 813.271 становника по подацима из 2010. г.

## Положај
Покрајина Тарагона се граничи са:
- север — Покрајина Љеида,
- североисток — Покрајина Барселона,
- исток — Средоземно море,
- југ — Валенсијанска покрајина,
- запад — покрајина Арагон.

## Природни услови
Дата покрајина се налази у јужном делу Каталоније. покрајина се пурж дуж западне обале Средоземног мора. Приобаље је у виду равнице, која је при делти Ебра чак и мочварна. мањи делови провиоцније на југозападу и северозападу се издижу у побрђе. Северно приобаље покрајине је чувана ривијера Коста Дорада.

## Становништво
По последњим проценама из 2010. године у покрајини Тарагона живи око 813 хиљада становника. Густина насељености је око 127 ст/km². Преко 80% становништва живи у источној, низијско-приобалној целини.
Поред претежног каталонског становништва у округу живи и доста досељеника из свих делова света.
Као и у другим покрајинама аутономне заједнице Каталоније, и у покрајини Тарагона се говоре каталонски и шпански (кастиљански) језик.

## Окрузи
Покрајина је састављена од 10 округа. То су:
- Алт Камп
- Баиш Камп
- Баиш Ебро
- Баиш Пенедес
- Конка де Барбера
- Рибера де Ебро
- Монтсија
- Приорат
- Тарагонес
- Тера Алта

## Већи градови
- Тарагона (131.158 ст.)
- Реус (101.767 ст.)
- Тортоса (34.266 ст.)
- Вендрељ (31.953 ст.)
- Ваљс (23.315 ст.)
- Камбрилс (27.848 ст.)
- Салоу (22.162 ст.)
- Калафељ (20.521 ст.)
- Ампоста (20.159 ст.)